# Agrostis diemenica
Agrostis diemenica é uma espécie de gramínea do gênero Agrostis, pertencente à família Poaceae.